# Туаткал
Туаткал (луговомар. пӧремеч, горномар. туаткал) — марийское национальное блюдо, вид ватрушки. Он же перемеч (пюремеч), он же шаньга. Выделяют несколько разновидностей от типа начинки.

## Рецепт
Основой для туаткал может служить как пресное, так и квасное тесто. Сначала его валяют в муке, после скалкой раскатывают до получения лепёшки толщиной до 1 см и шириной по размеру сковороды. На готовую основу ложкой раскладывают слой начинки, разравнивают широким ножом, края туаткал заворачивают внутрь на толщину начинки и снова разравнивают, и сверху смазывают туаткал (с творогом и картошкой) взбитым яйцом. Для туаткал с коноплёй толчёные её семена перемешиваются с картофельным пюре. С доски туаткал кладут на смазанную маслом сковороду и пекут при горящих дровах и на углях. При выпечке туаткал с творогом и картофелем, смазанные сверху взбитым яйцом, подрумяниваются. Туаткал едят, запивая молоком или сливками. Творожные туаткал обычно готовят к родительским дням

## Виды перемеч
- Торык перемеч (луговомар. Торык пӧремеч, горномар. Тывыртыш туаткал) — с творогом.
- Паренге перемеч (луговомар. Пареҥге пӧремеч, горномар. Тури туаткал) — с картофелем.
- Ношмо перемеч (луговомар. Нӧшмӧ пӧремеч, горномар. Нӱшмӱ туаткал) — с коноплёй.
- Эныж перемеч (луговомар. Эҥыж пӧремеч, горномар. Ӹнгыж туаткал) — с малиной.
- Шоптыр перемеч (луговомар. Шоптыр пӧремеч, горномар. Шаптыр туаткал) — со смородиной.
- Снеге перемеч (луговомар. Снеге пӧремеч, горномар. Изимӧр туаткал) — с земляникой.